# Djupträsket (Jokkmokks socken, Lappland, 737077-171492)
Djupträsket är en sjö i Jokkmokks kommun i Lappland och ingår i Luleälvens huvudavrinningsområde.